# Arie Nabrings
Arie Nabrings (* 28. Juni 1952 in Dortmund) ist ein deutscher Archivar und Historiker. Er war Leiter des LVR-Archivberatungs- und Fortbildungszentrums bis zum 1. Februar 2018.

## Leben
Nabrings studierte Geschichte, Philosophie und Evangelische Theologie an der Universität Münster. Er beendete das Studium 1981 mit der Promotion und absolvierte von 1983 bis 1985 den archivarischen Vorbereitungsdienst an der Archivschule Marburg. Nach dem Abschluss des Referendariats war er zunächst Leiter des Stadtarchivs Viersen, dann Fachbereichsleiter für Schule, Kultur und Sport und ab 2003 Kulturamtsleiter beim Landschaftsverband Rheinland. Von Mai 2007 bis Februar 2018 war er Leiter des rheinischen Archivberatungs- und Fortbildungszentrums in Brauweiler.